# فانيسا باربرا
فانيسا باربرا (بالبرتغالية: Vanessa Barbara‏) هي كاتِبة وصحفية برازيلية، ولدت في 14 يونيو 1982 في ساو باولو في البرازيل.

## وصلات خارجية
- الموقع الرسمي